# HH 46/47

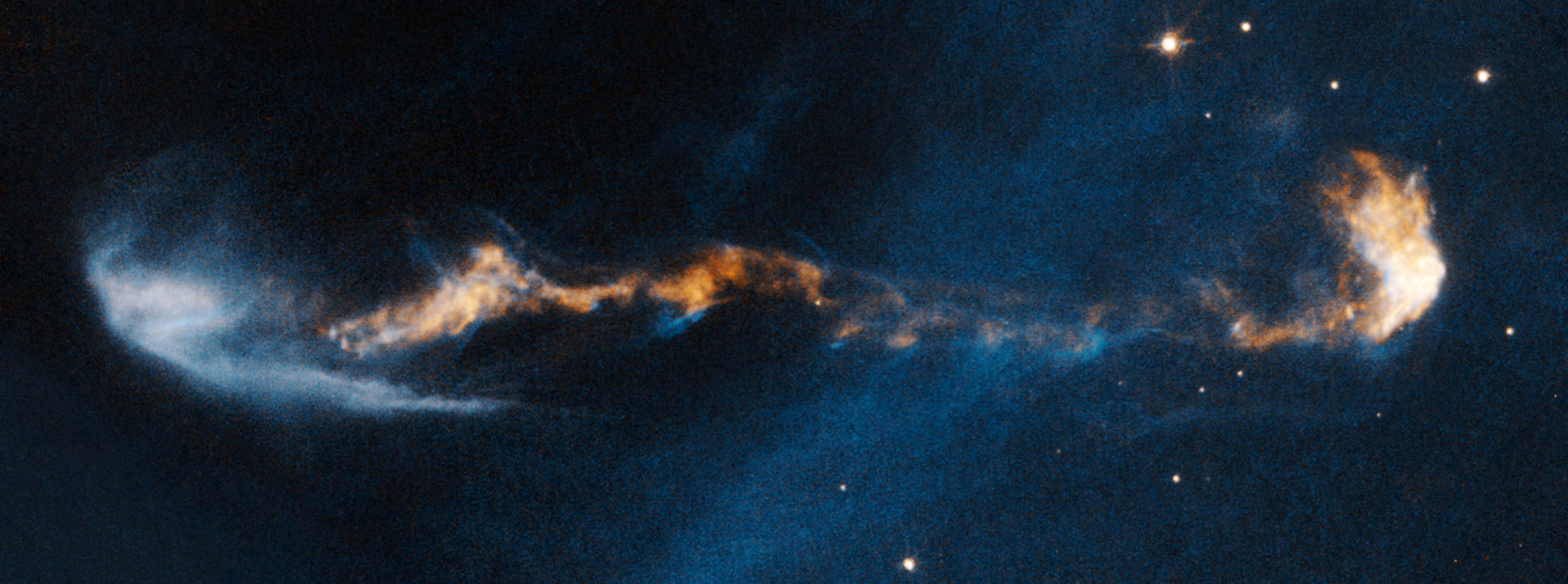
HH 46 et HH 47 par le télescope spatial Hubble.

HH 46/47 est un complexe d'objets Herbig-Haro situé à environ 1 500 années-lumière de la Terre dans la nébuleuse de Gum dans la constellation des Voiles.

## Découverte
HH 47 a été découverte par Richard D. Schwartz en 1977 dans un globule de Bok de la nébuleuse de Gum.

## Jets de gaz
HH 47 abrite une étoile en formation qui crée un jet de gaz jaillissant à plus de 150 kilomètres par seconde. Le jet s'étend sur une distance d'environ 10 000 unités astronomiques.